# Setomima brachiata
Setomima brachiata är en tvåvingeart som beskrevs av Duckhouse 1987. Setomima brachiata ingår i släktet Setomima och familjen fjärilsmyggor.
Artens utbredningsområde är Kenya. Inga underarter finns listade i Catalogue of Life.